# Losail International Circuit
A Losail International Circuit egy motorsport-versenypálya Katarban, Loszaílban.
Hossza 5380 méter, melyből a célegyenes 1068 métert tesz ki. Tíz jobb, és hat bal kanyarból áll. 58 millió dollárból készült el, közel egy év alatt. 2004-ben nyitott meg a gyorsaságimotoros-világbajnokság katari nagydíjával.

## Főbb versenyek

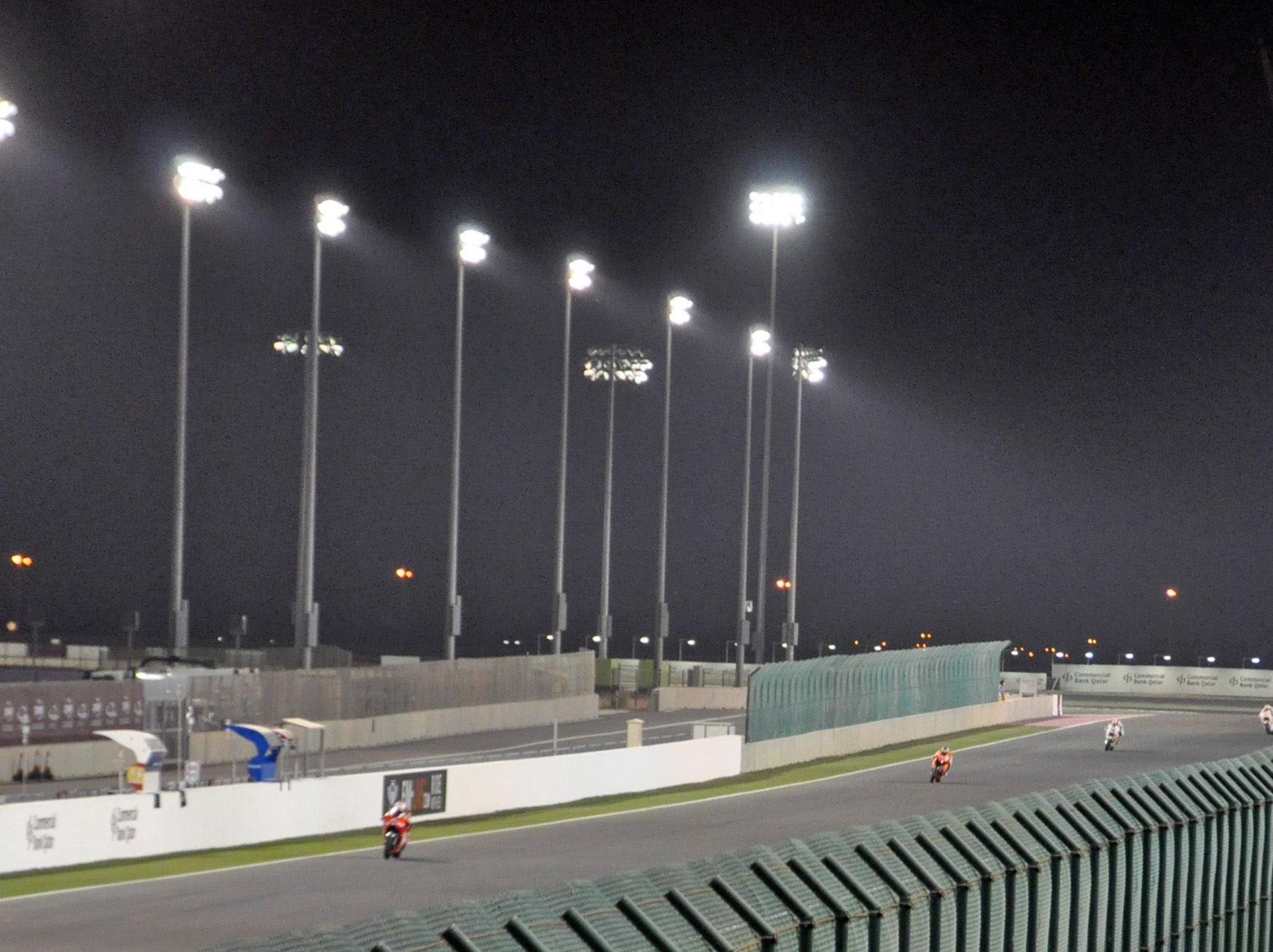
A kivilágított pálya a 2010-es MotoGP katari nagydíjon

2007-ben a teljes pályát nagy teljesítményű lámpákkal látták el, melyek lehetővé teszik éjszakai versenyek lebonyolítását is. 2008 óta a gyorsaságimotoros-világbajnokság futamait lámpafénynél tartják. 2021-ben, valamint 2023-tól itt rendezik a Formula–1 katari nagydíjat is.
Több nemzetközi autó, és motoros széria is rendez futamokat itt.